# 第58回オールスター競輪
第58回オールスター競輪（だいごじゅうはちかいオールスターけいりん）は、2015年9月19日から23日まで、松戸競輪場にて開催された、競輪のGI競走である。

## 決勝戦

### 競走成績
- 9月23日（水・祝）[1]
- 誘導員…鈴木誠（千葉）

| 着順 | 車番 | 選手       | 登録地 | 着差    | 決まり手 | 上がり(秒) | H/B | 特記 |
| ---- | ---- | ---------- | ------ | ------- | -------- | ---------- | --- | ---- |
| 1    | 7    | 新田祐大   | 福島   |         | 捲くり   | 9.3        |     |      |
| 2    | 1    | 神山雄一郎 | 栃木   | 3車身   | マーク   | 9.4        |     |      |
| 3    | 3    | 稲垣裕之   | 京都   | 1/2車身 |          | 9.4        |     |      |
| 4    | 9    | 稲川翔     | 大阪   | 3車身   |          | 9.6        |     |      |
| 5    | 5    | 渡邉晴智   | 静岡   | 1/8車輪 |          | 9.7        |     |      |
| 6    | 2    | 大塚健一郎 | 大分   | 1車身   |          | 10.0       |     |      |
| 7    | 6    | 武井大介   | 千葉   | 1/4車輪 |          | 9.7        |     |      |
| 8    | 4    | 竹内雄作   | 岐阜   | 9車身   |          | 11.0       | HB  |      |
| 9    | 8    | 桐山敬太郎 | 神奈川 | 大差    |          | -          |     |      |

### 配当金額
| 枠番二連勝 | 複式   | 1=5   | 570円 (1)    |
| 枠番二連勝 | 単式   | 5-1   | 810円 (1)    |
| 車番二連勝 | 複式   | 1=7   | 560円 (1)    |
| 車番二連勝 | 単式   | 7-1   | 800円 (1)    |
| 三連勝     | 複式   | 1=3=7 | 2,040円 (4)  |
| 三連勝     | 単式   | 7-1-3 | 4,630円 (2)  |
| ワイド     | ワイド | 1=7   | 340円 (1)    |
| ワイド     | ワイド | 3=7   | 490円 (5)    |
| ワイド     | ワイド | 1=3   | 1,210円 (22) |

### レース概略
竹内が主導権の一本棒で打鐘を迎える。3コーナーで竹内を新田が捉え、そのままゴールインして今年GI2勝目。神山は2年連続の決勝2着。

## その他
- 松戸でのオールスターは今回が初で、翌2016年の第59回大会も開催された（オールスターの同場連続開催は1975年・1976年の前橋以来）[注 1]。

- 当開催のキャンペーンガールは、グラビアアイドルの中原未來が務めた（中原はのち本名の日野未来としてガールズケイリン選手としてデビュー）[3]。

- 決勝戦の地上波中継は昨年と同じく、日本テレビ《NNN系列全国ネット》『坂上忍の勝たせてあげたいTV～GIオールスター競輪』[4][5]。また、二日目のガールズケイリンコレクションもBSスカパーで中継されている。

- シルバーウィークの5連休（スタートの土曜を含む）という日程に恵まれたものの、五日間の総売上は、111億8217万3300円と前年比98.5％に終わった。目標額は115億円だった[6]。

### 競走データ
- 選手選考委員会の推薦による出場選手は計10名[7]。

- 懐かしの発走ファンファーレ・選手入場曲（勝ち上がりレースでは古賀義弥作曲の「WAY TO VICTORY」、ドリームレース・ガールズケイリンコレクション・シャイニングスター賞・準決勝・決勝戦では別の曲）が、限定復刻された[8][注 2]。

- 神奈川の花月園競輪場の廃止（2010年3月）とともに解散したフラッグガール「南関レディース[9]」が、「NKL33」として今回、限定復活した[10]。

- 大会中、2日目（9R）にガールズケイリンコレクションが実施された。昨年とは異なりKEIRIN EVOLUTIONは組み込まれなかったため、総レース数は1つ少なかった。